# Кампонг (селище)

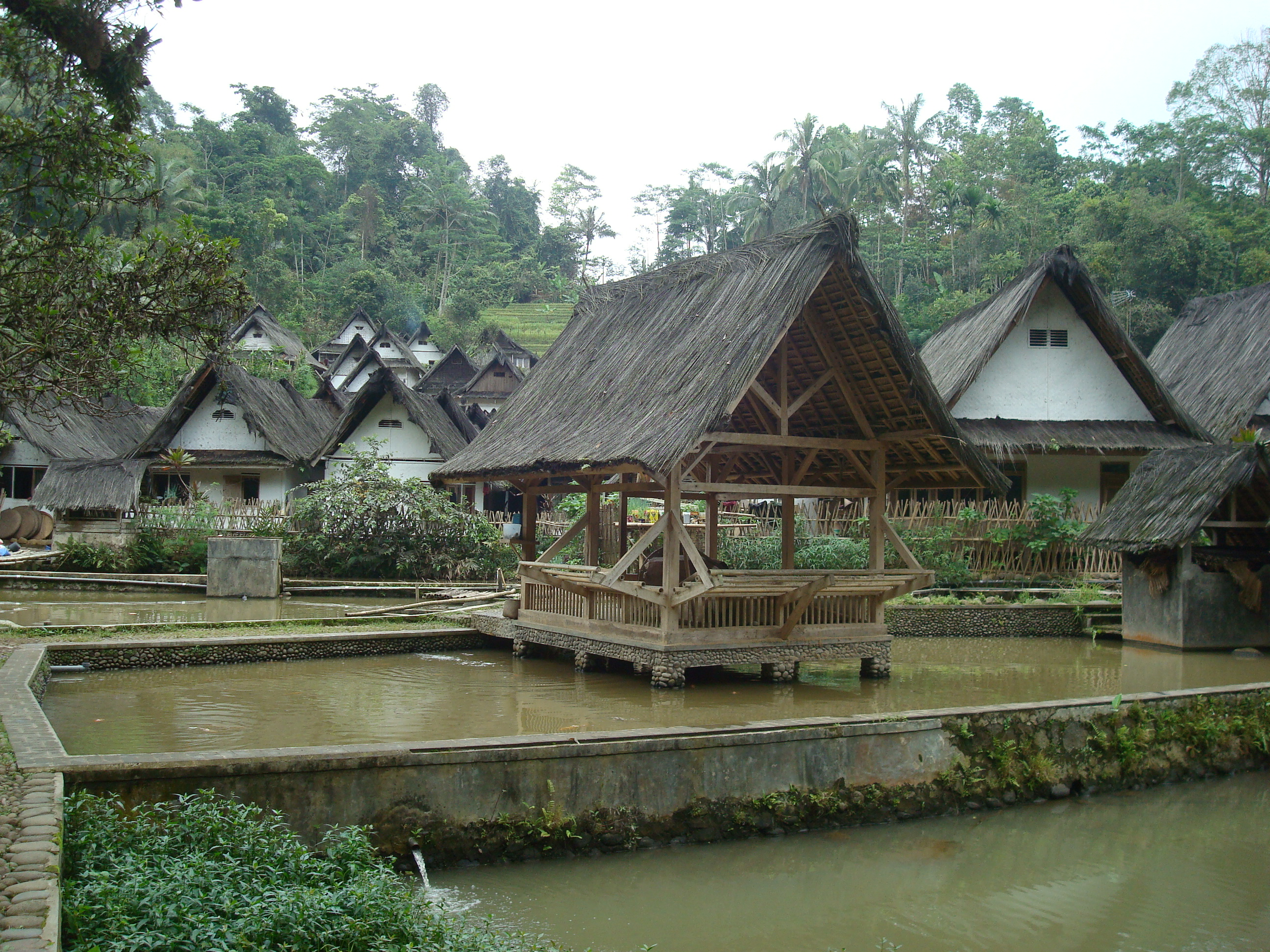
Традиційні будинки та ставки альтанки Кампунг Нага, традиційне сунданське селище у Західній Яві, Індонезія

Кампонг або Кампунг (малайське та індонезійське написання) — це селище в Малайзії, Брунеї, Індонезії, Сінгапурі та Камбоджі. Цей термін застосовується до традиційних сіл, особливо корінних народів, і він також використовується для позначення міських районів нетрів та прилеглих мікрорайонів у містах Малайзії, Індонезії, Сінгапурі, Камбоджі,, Шрі-Ланці та Острові Різдва. Традиційні проекти та архітектура села Кампунг були спрямовані на реформи урбаністами та модерністами, а також адаптовані сучасними архітекторами для різних проектів. Традиційні кампунги також є туристичною пам'яткою.

## Бруней
У Брунеї кампунг — перш за все третій і найнижчий адміністративний поділ за округами та мукімами (підрайонами) Брунею. Деякі кампунги є самодостатніми селищами за визначенням, інші — лише для перепису та інших адміністративних цілей. Є також деякі, які в даний час є частиною міста, такі як Бандар Сері Бегаван.
Взагалі кампунг у Брунеї очолює кетуа кампунг, або сільський очільник. Оскільки в багатьох кампунгах переважно проживають мусульмани, у кампунзі може також бути мечеть для п'ятничних молитов, а також школа, яка надає релігійну освіту для дітей-резидентів.
Як «кампунг», так і «кампонг» використовуються з однаковою тенденцією у письмових засобах масової інформації, а також у офіційних місцях. 

## Індонезія
In Indonesia, the term «Kampung» generally refers to «village» which is the opposite of the so-called «city» known in Indonesia as «Kota». Although actually, most of Indonesian cities are initially consists of a collection of kampung settlements. «Kampung» also usually refers to a settlement or compound of certain community of certain ethnic, which later become the names of places. Such as Kampung Melayu district in East Jakarta, Kampung Ambon (Ambonese village), Kampung Jawa (Javanese village), Kampung Arab (Arabs village), etc. The other name for «Village» in Indonesia is known as Desa.
У Індонезії термін «кампунг» взагалі відноситься до «села», що є протилежністю так званому «місту», відомому в Індонезії як «Кота». Хоча насправді більшість індонезійських міст спочатку складаються з колекції кампунгових поселень. «Кампунг» також зазвичай відноситься до поселення або певної громади або етнічного сполучення, що згодом стають іменами місць. Такі, як Кампунг Мелаю район у Східній Джакарті, Кампунг Амбон (село Амбонес), Кампунг Джава (Яванське село), Кампунг Араб (Арабське село) та інші. Інша назва «селища» в Індонезії відома як Деса.
На Суматрі корінні народи мають своєрідну архітектуру та особливості будівництва, в тому числі багатоквартирні будинки та приміщення для зберігання рису у своїх кампонгах. Індонезійські малайці, народ Каро, Батаки, народ Тоба, Мінангкабау та інші мають комунальні житлові та багаторівневі споруди
«Оранг Кампунг» означає «люди з села» в Індонезії, і це іноді стає принижуючою етикеткою, такою як американський термін Хіллбіллі (селюк). Кампунган — індонезійський термін, що стосується поведінки, дій, традицій, звичаїв та інших речей, пов'язаних з тим, що нагадує селян

## Малайзія
У Малайзії кампунг визначається як місцевість з 10 000 або менше людей. З історичних часів кожне село Малай було під керівництвом пенгулу (сільського голови), який має повноваження слухати цивільні справи у своєму селі.
У малайському селі, як правило, були масхид (мечеть) або сурау, рисові поля та малайські будинки на палях. Малайські та індонезійські селяни практикують культуру допомагати один одному як громада, яка більш відома як «спільне носіння тягаря» («gotong royong»). Вони орієнтовані на сім'ю (особливо поважають свою сім'ю, батьків та старших). Біля мечеті часто зустрічаються цвинтарі. У Сараваку та Східному Калімантані деякі села називаються лонг, переважно населеними етнічними групами Оранг Улу. 
Британці ініціювали програму «Кампонг Бару» («Нове село»), як спосіб оселити малайців у міському житті. Малайзійський прем'єр-міністр Mahathir Mohamad похвалив міський спосіб життя у своїй книзі «Малайська дилема» і пов'язував сільське життя кампонг з відсталим традиціоналізмом.

## Сінгапур
Малайський кампунг був заснований у Сінгапурі, але є ще кілька кампунгів, переважно на островах навколо Сінгапуру, таких як Пулау Убін. У минулому в Сінгапурі було багато сіл кампунгів, але їх замінив розвиток та урбанізація. Плани розвитку Kampung Glam були суперечливими.